# Großer Preis von Südafrika 1977
Der Große Preis von Südafrika 1977 (offiziell XXIII The Citizen Grand Prix of South Africa) fand am 5. März auf dem Kyalami Grand Prix Circuit in Midrand statt und war das dritte Rennen der Automobil-Weltmeisterschaft 1977. Das Rennen wurde vom tödlichen Unfall von Tom Pryce und eines Streckenpostens überschattet.

## Berichte

### Hintergrund
Während der sechs Wochen, die zwischen dem Großen Preis von Brasilien und dem dritten WM-Lauf in Südafrika lagen, hatte sich March-Werksfahrer Ian Scheckter im Zuge eines Unfalls bei einem Formel-Atlantic-Rennen verletzt. Er wurde daraufhin von Hans-Joachim Stuck vertreten.
Das Team Copersucar reduzierte sein Engagement auf nur noch einen Wagen für Emerson Fittipaldi. Im Gegenzug bereicherten die beiden Privatteams Chesterfield und RAM das Teilnehmerfeld, wobei jeweils ein Fahrzeug des Typs March 761 mit Brett Lunger beziehungsweise Boy Hayje am Steuer zum Einsatz kam.
Patrick Depailler bestritt seinen 50. Grand Prix.
Entgegen der Tradition traten erstmals keinerlei einheimische Gaststarter zum südafrikanischen Grand Prix an.

### Training
Zum dritten Mal in Folge ging die Pole-Position an den amtierenden Weltmeister James Hunt, der als einziger an diesem Wochenende eine Rundenzeit unter 1:16 Minuten erzielte. In der Startaufstellung folgten ihm Brabham-Pilot Carlos Pace vor Niki Lauda auf Ferrari und Depailler auf Tyrrell. Die dritte Startreihe wurde von Wolf-Pilot Jody Scheckter und Mario Andretti auf Lotus gebildet. Somit befanden sich sechs unterschiedliche Fahrzeuge auf den ersten sechs Startplätzen. Erst auf dem siebten Rang folgte mit Ronnie Peterson der zweite Tyrrell neben Carlos Reutemann im zweiten Ferrari.

### Rennen
Während Hunt vom ersten Startplatz aus in Führung ging, fiel Pace aufgrund zu stark durchdrehender Räder hinter Lauda, Scheckter und Depailler zurück. Hinter ihm lagen Jochen Mass und Andretti.
Lauda, der Hunt während der ersten Runden dicht gefolgt war, übernahm zu Beginn des siebten Umlaufs die Führung und gab sie bis ins Ziel nicht mehr ab. Hunt fiel zurück und wurde in der 18. Runde auch von Scheckter überholt.
Aufgrund eines Defektes an der Kraftstoffpumpe musste Renzo Zorzi seinen Shadow auf Platz 19 liegend in der 22. Runde am linken Streckenrand der Start-Ziel-Geraden abstellen. Zwei auf der gegenüberliegenden Seite stehende Sportwarte erkannten, dass sich an dem Wagen ein Feuer entwickelte und überquerten die Strecke, um dieses zu löschen. Der erste Streckenposten, der die Strecke überquerte, war ein 25-jähriger Fahrer namens William (Bill). Der zweite war der 19-jährige Frederik „Frikkie“ Jansen van Vuuren, der einen 40 Pfund (18 kg) schweren Feuerlöscher bei sich trug. George Witt, der leitende Boxenwart des Rennens, sagte, dass die Regel der Rennstrecke darin bestehe, dass im Brandfall zwei Streckenposten anwesend sein müssten und zwei weitere als Ersatz für den Fall fungieren würden, dass die Feuerlöscher des ersten Paars nicht wirksam genug seien. Witt erinnerte auch daran, dass beide Streckenposten ohne vorherige Erlaubnis die Strecke überquerten. Gleichzeitig näherten sich Stuck und Pryce der Stelle, die sie aufgrund einer davor liegenden Kuppe nicht rechtzeitig überblicken konnten. Während Stuck den Sportwarten knapp ausweichen konnte, kollidierte Pryce bei hoher Geschwindigkeit mit Jansen van Vuuren. Der Mann wurde in die Luft geschleudert und sofort getötet. Dabei prallte der Feuerlöscher, den er bei sich trug, gegen den Helm von Pryce und tötete diesen ebenfalls unverzüglich. Sein Wagen schoss daraufhin unkontrolliert die Start-Ziel-Gerade entlang, bis er an deren Ende mit dem Ligier von Jacques Laffite kollidierte. Dieser blieb unverletzt. Trotz des schrecklichen Unfalls, der von Fernsehkameras gefilmt worden war, wurde das Rennen nicht abgebrochen.
In der 67. Runde fiel Hunt schließlich auf den vierten Rang hinter Depailler zurück. Lauda gewann, obwohl Trümmerteile von Pryces Wagen in die Kühlöffnungen seines Motors geraten waren, wodurch die Motortemperatur stetig angestiegen war.

## Meldeliste
| Team                            | Nr. | Fahrer             | Chassis         | Motor                     | Reifen |
| ------------------------------- | --- | ------------------ | --------------- | ------------------------- | ------ |
| Marlboro Team McLaren           | 01  | James Hunt         | McLaren M23     | Ford Cosworth DFV 3.0 V8  | G      |
| Marlboro Team McLaren           | 02  | Jochen Mass        | McLaren M23     | Ford Cosworth DFV 3.0 V8  | G      |
| Elf Team Tyrrell                | 03  | Ronnie Peterson    | Tyrrell P34     | Ford Cosworth DFV 3.0 V8  | G      |
| Elf Team Tyrrell                | 04  | Patrick Depailler  | Tyrrell P34     | Ford Cosworth DFV 3.0 V8  | G      |
| John Player Team Lotus          | 05  | Mario Andretti     | Lotus 78        | Ford Cosworth DFV 3.0 V8  | G      |
| John Player Team Lotus          | 06  | Gunnar Nilsson     | Lotus 78        | Ford Cosworth DFV 3.0 V8  | G      |
| Martini Racing                  | 07  | John Watson        | Brabham BT45    | Alfa Romeo 115-12 3.0 F12 | G      |
| Martini Racing                  | 08  | Carlos Pace        | Brabham BT45B   | Alfa Romeo 115-12 3.0 F12 | G      |
| Hollywood March Racing          | 09  | Alex Ribeiro       | March 761B      | Ford Cosworth DFV 3.0 V8  | G      |
| Team Rothmans International     | 10  | Hans-Joachim Stuck | March 761B      | Ford Cosworth DFV 3.0 V8  | G      |
| Scuderia Ferrari SpA SEFAC      | 11  | Niki Lauda         | Ferrari 312T2   | Ferrari 015 3.0 F12       | G      |
| Scuderia Ferrari SpA SEFAC      | 12  | Carlos Reutemann   | Ferrari 312T2   | Ferrari 015 3.0 F12       | G      |
| Rotary Watches Stanley B.R.M.   | 14  | Larry Perkins      | BRM P201B       | BRM P200 3.0 V12          | G      |
| Shadow Racing Team              | 16  | Tom Pryce          | Shadow DN8      | Ford Cosworth DFV 3.0 V8  | G      |
| Shadow Racing Team              | 17  | Renzo Zorzi        | Shadow DN8      | Ford Cosworth DFV 3.0 V8  | G      |
| Durex Team Surtees              | 18  | Hans Binder        | Surtees TS19    | Ford Cosworth DFV 3.0 V8  | G      |
| Beta Team Surtees               | 19  | Vittorio Brambilla | Surtees TS19    | Ford Cosworth DFV 3.0 V8  | G      |
| Walter Wolf Racing              | 20  | Jody Scheckter     | Wolf WR1        | Ford Cosworth DFV 3.0 V8  | G      |
| Team Tissot Ensign with Castrol | 22  | Clay Regazzoni     | Ensign N177     | Ford Cosworth DFV 3.0 V8  | G      |
| Ligier Gitanes                  | 26  | Jacques Laffite    | Ligier JS7      | Matra MS76 3.0 V12        | G      |
| Copersucar-Fittipaldi           | 28  | Emerson Fittipaldi | Copersucar FD04 | Ford Cosworth DFV 3.0 V8  | G      |
| Chesterfield Racing             | 30  | Brett Lunger       | March 761       | Ford Cosworth DFV 3.0 V8  | G      |
| RAM Racing/F&S Properties       | 33  | Boy Hayje          | March 761       | Ford Cosworth DFV 3.0 V8  | G      |

## Klassifikationen

### Startaufstellung
| Pos. | Fahrer             | Konstrukteur       | Zeit    | Ø-Geschwindigkeit | Start |
| ---- | ------------------ | ------------------ | ------- | ----------------- | ----- |
| 01   | James Hunt         | McLaren-Ford       | 1:15,96 | 194,502 km/h      | 01    |
| 02   | Carlos Pace        | Brabham-Alfa Romeo | 1:16,01 | 194,374 km/h      | 02    |
| 03   | Niki Lauda         | Ferrari            | 1:16,29 | 193,661 km/h      | 03    |
| 04   | Patrick Depailler  | Tyrrell-Ford       | 1:16,33 | 193,560 km/h      | 04    |
| 05   | Jody Scheckter     | Wolf-Ford          | 1:16,35 | 193,509 km/h      | 05    |
| 06   | Mario Andretti     | Lotus-Ford         | 1:16,38 | 193,433 km/h      | 06    |
| 07   | Ronnie Peterson    | Tyrrell-Ford       | 1:16,44 | 193,281 km/h      | 07    |
| 08   | Carlos Reutemann   | Ferrari            | 1:16,54 | 193,028 km/h      | 08    |
| 09   | Emerson Fittipaldi | Copersucar-Ford    | 1:16,64 | 192,777 km/h      | 09    |
| 10   | Gunnar Nilsson     | Lotus-Ford         | 1:16,65 | 192,751 km/h      | 10    |
| 11   | John Watson        | Brabham-Alfa Romeo | 1:16,71 | 192,601 km/h      | 11    |
| 12   | Jacques Laffite    | Ligier-Matra       | 1:16,74 | 192,525 km/h      | 12    |
| 13   | Jochen Mass        | McLaren-Ford       | 1:16,99 | 191,900 km/h      | 13    |
| 14   | Vittorio Brambilla | Surtees-Ford       | 1:17,08 | 191,676 km/h      | 14    |
| 15   | Tom Pryce          | Shadow-Ford        | 1:17,11 | 191,602 km/h      | 15    |
| 16   | Clay Regazzoni     | Ensign-Ford        | 1:17,21 | 191,353 km/h      | 16    |
| 17   | Alex Ribeiro       | March-Ford         | 1:17,44 | 190,785 km/h      | 17    |
| 18   | Hans-Joachim Stuck | March-Ford         | 1:17,49 | 190,662 km/h      | 18    |
| 19   | Hans Binder        | Surtees-Ford       | 1:18,07 | 189,246 km/h      | 19    |
| 20   | Renzo Zorzi        | Shadow-Ford        | 1:18,42 | 188,401 km/h      | 20    |
| 21   | Boy Hayje          | March-Ford         | 1:19,59 | 185,631 km/h      | 21    |
| 22   | Larry Perkins      | B.R.M.             | 1:21,77 | 180,682 km/h      | 22    |
| 23   | Brett Lunger       | March-Ford         | 1:24,35 | 175,156 km/h      | 23    |

### Rennen
| Pos. | Fahrer             | Konstrukteur       | Runden | Stopps | Zeit       | Start | Schnellste Runde |
| ---- | ------------------ | ------------------ | ------ | ------ | ---------- | ----- | ---------------- |
| 01   | Niki Lauda         | Ferrari            | 78     | 0      | 1:42:21,6  | 03    | 1:17,68          |
| 02   | Jody Scheckter     | Wolf-Ford          | 78     | 0      | + 5,2      | 05    | 1:17,86          |
| 03   | Patrick Depailler  | Tyrrell-Ford       | 78     | 0      | + 5,7      | 04    | 1:17,98          |
| 04   | James Hunt         | McLaren-Ford       | 78     | 0      | + 9,5      | 01    | 1:17,85          |
| 05   | Jochen Mass        | McLaren-Ford       | 78     | 0      | + 19,9     | 13    | 1:18,21          |
| 06   | John Watson        | Brabham-Alfa Romeo | 78     | 0      | + 20,2     | 11    | 1:17,63 (07.)    |
| 07   | Vittorio Brambilla | Surtees-Ford       | 78     | 0      | + 23,6     | 14    | 1:18,00          |
| 08   | Carlos Reutemann   | Ferrari            | 78     | 0      | + 26,7     | 08    | 1:18,00          |
| 09   | Clay Regazzoni     | Ensign-Ford        | 78     | 0      | + 46,2     | 16    | 1:18,39          |
| 10   | Emerson Fittipaldi | Copersucar-Ford    | 78     | 0      | + 1:11,7   | 09    | 1:18,18          |
| 11   | Hans Binder        | Surtees-Ford       | 77     | 0      | + 1 Runde  | 19    | 1:19,33          |
| 12   | Gunnar Nilsson     | Lotus-Ford         | 77     | 0      | + 1 Runde  | 10    | 1:18,23          |
| 13   | Carlos Pace        | Brabham-Alfa Romeo | 76     | 2      | + 2 Runden | 02    | 1:17,88          |
| 14   | Brett Lunger       | March-Ford         | 76     | 0      | + 2 Runden | 23    | 1:19,95          |
| 15   | Larry Perkins      | B.R.M.             | 73     | 0      | + 5 Runden | 22    | 1:22,64          |
| –    | Alex Ribeiro       | March-Ford         | 66     | 0      | DNF        | 17    | 1:18,65          |
| –    | Hans-Joachim Stuck | March-Ford         | 55     | 0      | DNF        | 18    | 1:18,45          |
| –    | Mario Andretti     | Lotus-Ford         | 43     | 0      | DNF        | 06    | 1:18,13          |
| –    | Boy Hayje          | March-Ford         | 33     | 0      | DNF        | 21    | 1:21,21          |
| –    | Jacques Laffite    | Ligier-Matra       | 22     | 0      | DNF        | 12    | 1:18,31          |
| –    | Tom Pryce          | Shadow-Ford        | 22     | 0      | DNF        | 15    | 1:17,91          |
| –    | Renzo Zorzi        | Shadow-Ford        | 21     | 0      | DNF        | 20    | 1:19,72          |
| –    | Ronnie Peterson    | Tyrrell-Ford       | 5      | 0      | DNF        | 07    | 1:18,50          |

## WM-Stände nach dem Rennen
Die ersten sechs des Rennens bekamen 9, 6, 4, 3, 2 bzw. 1 Punkt(e). Es zählten nur die besten acht Ergebnisse aus den ersten neun Rennen und die besten sieben Ergebnisse aus den letzten acht Rennen. In der Konstrukteurswertung zählte nur das Ergebnis des bestplatzierten Fahrers eines Teams.

### Fahrerwertung
| Pos. | Fahrer             | Konstrukteur       | Punkte |
| ---- | ------------------ | ------------------ | ------ |
| 01   | Jody Scheckter     | Wolf-Ford          | 15     |
| 02   | Carlos Reutemann   | Ferrari            | 13     |
| 03   | Niki Lauda         | Ferrari            | 13     |
| 04   | James Hunt         | McLaren-Ford       | 9      |
| 05   | Carlos Pace        | Brabham-Alfa-Romeo | 6      |
| 06   | Emerson Fittipaldi | Copersucar-Ford    | 6      |
| 07   | Patrick Depailler  | Tyrrell-Ford       | 4      |
| 08   | Mario Andretti     | Lotus-Ford         | 2      |
| 09   | Gunnar Nilsson     | Lotus-Ford         | 2      |
| 10   | Jochen Mass        | McLaren-Ford       | 2      |
| 11   | Clay Regazzoni     | Ensign-Ford        | 1      |
| 12   | Renzo Zorzi        | Shadow-Ford        | 1      |
| 13   | John Watson        | Brabham-Alfa-Romeo | 1      |

| Pos. | Fahrer             | Konstrukteur    | Punkte |
| ---- | ------------------ | --------------- | ------ |
| 14   | Vittorio Brambilla | Surtees-Ford    | 0      |
| 15   | Ingo Hoffmann      | Copersucar-Ford | 0      |
| 16   | Hans Binder        | Surtees-Ford    | 0      |
| 17   | Brett Lunger       | March-Ford      | 0      |
| 18   | Larry Perkins      | B.R.M.          | 0      |
| –    | Ian Scheckter      | March-Ford      | 0      |
| –    | Tom Pryce †        | Shadow-Ford     | 0      |
| –    | Alex Ribeiro       | March-Ford      | 0      |
| –    | Jacques Laffite    | Ligier-Matra    | 0      |
| –    | Ronnie Peterson    | Tyrrell-Ford    | 0      |
| –    | Hans-Joachim Stuck | March-Ford      | 0      |
| –    | Boy Hayje          | March-Ford      | 0      |

### Konstrukteurswertung
| Pos. | Konstrukteur       | Punkte |
| ---- | ------------------ | ------ |
| 01   | Ferrari            | 22     |
| 02   | Wolf-Ford          | 15     |
| 03   | McLaren-Ford       | 9      |
| 04   | Brabham-Alfa Romeo | 7      |
| 05   | Copersucar-Ford    | 6      |
| 06   | Lotus-Ford         | 4      |
| 07   | Tyrrell-Ford       | 4      |

| Pos. | Konstrukteur | Punkte |
| ---- | ------------ | ------ |
| 08   | Ensign-Ford  | 1      |
| 09   | Shadow-Ford  | 1      |
| 10   | Surtees-Ford | 0      |
| 11   | March-Ford   | 0      |
| –    | Ligier-Matra | 0      |
| –    | B.R.M.       | 0      |